# 바그라티온 작전
바그라티온 작전(러시아어: Oперация Багратион, Operatsiya Bagration, 영어: Operation Bagration)은 1944년 6월 22일부터 8월 19일까지 소련의 벨라루스에서 벌어진 동부 전선의 군사 작전으로, 서유럽에서 오버로드 작전이 시작된 지 2주 만에 발발했다. 이 작전은 나치 독일이 전쟁이 시작된 이후 처음으로 두 개의 주요 전선에서 동시에 싸워야 했던 시점에 진행되었다. 소련은 중앙집단군의 34개 사단 중 28개를 궤멸시키고 독일군 전선을 완전히 돌파했다. 이 전투는 독일 군사 역사상 최대의 패배로 기록되었는데, 약 45만 명의 독일군 사상자가 발생했으며, 30만 명의 다른 독일군 병력이 쿠를란트 포위망에 고립되었다.
1944년 6월 22일, 붉은 군대는 벨로루시에서 중앙집단군을 공격하여 그 주요 구성군을 포위하고 괴멸시키는 것을 목표로 삼았다. 6월 28일까지 독일 제4군이 파괴되었고, 제3기갑군과 제9군의 병력 대부분도 궤멸되었다. 붉은 군대는 독일군의 전선 붕괴를 이용해 민스크 근처에서 독일군 부대를 포위하고, 민스크 공세에서 독일군 부대를 격멸했다. 1944년 7월 4일 민스크가 해방되었고 벨로루시에서 독일군의 효과적인 저항이 끝남에 따라, 소련군의 공세는 7월과 8월에 걸쳐 리투아니아, 폴란드, 루마니아로 계속되었다.
붉은 군대는 소련의 '종심 작전'과 '마스키로프카'(기만 전략)를 처음으로 최대한 활용하는 데 성공했지만, 여전히 막대한 손실을 입었다. 바그라티온 작전은 루블린-브레스트 및 르보프-산도미에시 지역에서 독일군의 기동 예비군을 중앙 지역으로 끌어들였고, 이는 소련군이 르보프-산도미에시 공세와 루블린-브레스트 공세를 수행할 수 있게 했다. 이를 통해 붉은 군대는 비스와강과 바르샤바에 도달할 수 있었고, 이는 결국 소련군이 베를린을 공격할 수 있는 거리에 이르게 했다. 이는 적의 전략적 종심에 타격을 가한다는 소련 종심 작전 개념에 부합하는 것이었다.

## 배경
독일의 중앙집단군은 이전에 소련이 화성 작전에서 패배했던 것에서 보여지듯 반격하기 어려운 존재로 입증되었다. 그러나 1944년 6월까지 중앙집단군은 전선을 축소했음에도 불구하고, 1943년 말과 1944년 초 여름, 가을, 겨울에 걸쳐 발생한 쿠르스크 전투, 키예프 전투, 드네프르-카르파티아 공세, 크림 공세에서 남부집단군이 패배한 후 노출된 상태였다. 북쪽에서는 북부집단군 역시 밀려났으며, 그 결과 중앙집단군의 전선은 동쪽으로 돌출되어 이웃 집단군들과의 연락이 끊길 위험에 처해 있었다.
독일 최고 사령부는 다음 소련군의 공세가 북우크라이나 집단군(발터 모델 원수 지휘)을 대상으로 할 것으로 예상했고, 소련군의 실제 의도를 파악할 수 있는 정보 능력이 부족했다. 독일 국방군은 중앙집단군의 포병의 3분의 1, 구축전차의 절반, 전차의 88%를 남부로 재배치했다. 동부 전선의 전체 작전 예비군(18개 기갑 및 기계화 사단, 북부집단군과 중앙집단군에서 차출)은 모델의 전선으로 배치되었고, 이로 인해 중앙집단군에는 총 580대의 전차, 구축전차, 돌격포만 남게 되었다. 독일군 전선은 얇게 방어되고 있었으며, 예를 들어 제9군의 전선은 1km당 143명의 병사로 방어되고 있었다.
중앙집단군이 바그라티온 작전 중에 붕괴된 주요 요인 중 하나는 우크라이나에서 소련이 수행한 드네프르-카르파티아 공세였다. 이 소련군의 공세가 성공하면서 독일 육군 최고 사령부(OKH)는 동부 전선 남부가 1944년 여름 소련군 주요 공세의 준비 지역이 될 것이라고 확신하게 되었다. 그 결과, 특히 기갑 사단을 포함한 남부에 주둔한 독일군이 우선적으로 보강을 받게 되었다. 또한, 1944년 봄, 소련군이 코벨 시를 목표로 한 공세 동안, 중앙집단군은 주요 전선에서 오른쪽 후방 끝, 남부집단군과의 만날 때까지 9개 사단과 수많은 독립 기갑 부대를 이동시켜야 했다. 이 병력은 이후 남우크라이나 집단군(남부집단군의 후속 부대)에 합류하게 되었다. 이는 바그라티온 작전이 시작될 때 중앙집단군이 10만 명 이상의 병력과 552대의 전차, 돌격포, 자주포를 빼앗기게 되었음을 의미한다.